# Ville de Mosman Park
La Ville de Mosman Park (Town of Mosman Park en anglais) est une zone d'administration locale dans la banlieue de Perth en Australie-Occidentale en Australie à environ 14 kilomètres au sud-ouest du centre-ville et à 5 de Fremantle. 
La zone a sept conseillers et n'est pas découpée en circonscriptions.